# یواس‌اس پرستون (دی‌دی-۳۲۷)
یواس‌اس پرستون (دی‌دی-۳۲۷) (به انگلیسی: USS Preston (DD-327)) یک کشتی بود که طول آن ۹۵٫۸۳ متر (۳۱۴٫۴ فوت) بود. این کشتی در سال ۱۹۲۰ ساخته شد.